# Argonemertes hillii
Argonemertes hillii е вид червей от семейство Prosorhochmidae. Видът не е застрашен от изчезване.

## Разпространение
Разпространен е в Австралия (Куинсланд и Нов Южен Уелс).